# Charlotte Brontë
Pour les autres membres de la famille, voir Famille Brontë.
Pour les articles homonymes, voir Brontë.
 (août 2024).
Œuvres principales
- Jane Eyre (1847)
- Shirley (1849)
- Villette (1853)
- The Professor (1857)

Charlotte Brontë, née le 21 avril 1816 à Thornton (comté du Yorkshire de l'Ouest) et morte le 31 mars 1855 à Haworth (comté du Yorkshire de l'Ouest), est une romancière et poétesse anglaise, la sœur aînée d'Emily Brontë et d'Anne Brontë.
Troisième fille du révérend Patrick Brontë, au sein d'une famille de condition modeste qui compte six enfants, elle bénéficie, comme ses quatre sœurs et son frère, de la présence d'un père qui a poussé ses études classiques jusqu'à l'université de Cambridge, et n'hésite pas à leur transmettre sa culture et sa vision du monde
Elle connaît cependant très tôt, alors qu'elle est encore tout enfant, le deuil de sa mère, puis de ses deux sœurs aînées, frappées par la tuberculose.
Malgré sa condition de femme et son absence de moyens financiers, elle réussit à publier ses poèmes et ceux de ses sœurs (sous des noms masculins), en 1846, et surtout, à publier son œuvre principale Jane Eyre, devenu un grand classique de la littérature anglaise et mondiale, ayant également laissé une empreinte importante dans l'histoire culturelle en étant adapté au cinéma à plusieurs reprises.

## Biographie

### Jeunesse
Charlotte Brontë naît à Thornton où son père, Patrick Brontë, est pasteur. Sa mère meurt d'un cancer de l'estomac le 15 septembre 1821.
En 1824, pour assurer leur éducation, les quatre filles aînées sont envoyées à l'école de Cowan Bridge en Lancashire,, établissement recevant les enfants des membres du clergé peu fortuné, qui avait été recommandé à M. Brontë.
Dans cette école, pourtant de bonne réputation, les conditions de vie sont difficiles, sans chauffage, avec une maigre nourriture préparée sans aucune hygiène, et presque immangeable. L'année suivante, Maria et Elizabeth tombent gravement malades et en sont retirées, mais décèdent peu après à quelques semaines d'intervalle, le 6 mai et le 15 juin 1825 de la tuberculose, ; Charlotte et Emily, enlevées elles aussi à ce lieu malsain, retournent à Haworth.
La perte de leurs deux sœurs sera pour les quatre enfants un traumatisme qui transparaît notamment dans l'œuvre de Charlotte, par exemple dans Jane Eyre où Cowan Bridge devient Lowood, la figure pathétique de Maria est représentée sous les traits de la jeune Helen Burns, la cruauté d'une maîtresse, Miss Andrews, sous ceux de Miss Scatcherd et la tyrannie du directeur, le Révérend Carus Wilson, sous ceux de l'odieux et suffisant M. Brocklehurst.

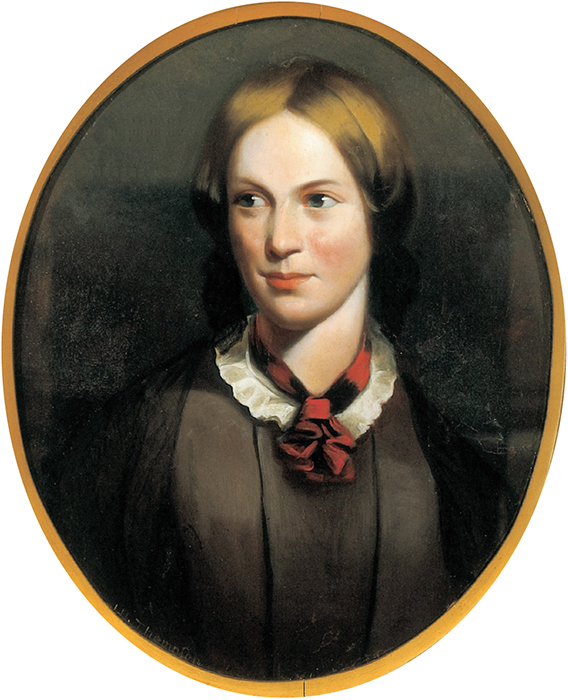
Charlotte Brontë, huile sur toile de John Hunter Thompson.

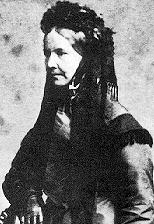
Ellen Nussey, la grande amie de Charlotte, vers 1855, à l'époque de la mort de cette dernière.

Charlotte se retrouve alors l'aînée des quatre enfants survivants. Les autres sont Branwell, Emily et Anne. Désormais, les enfants seront élevés par leur tante maternelle Elizabeth Branwell, figure un peu mystérieuse qui n'aura pas une grande influence sur Charlotte et Emily. Mais surtout, une véritable symbiose littéraire et familiale va se créer entre les enfants.
En 1827, stimulés par la lecture du Blackwood's Magazine que reçoit leur père, Charlotte et Branwell entament avec Emily et Anne une collaboration littéraire intense autour d'un pays imaginaire, la confédération de Glass Town, créant une quantité fabuleuse de récits, de pièces de théâtre, de journaux, de poèmes écrits en caractères minuscules. Ils peuplent ce monde d'une foule de personnages, tels que le comte de Northangerland (le cruel et perfide Alexander Rogue), ou le grand peintre Sir Edward de Lisle. C'est l'occasion pour les quatre enfants d'échanges d'idées et de connaissances intenses, et d'une stimulante rivalité intellectuelle.
Puis Charlotte est envoyée une nouvelle fois en pension, en 1831, mais cette fois dans un établissement de qualité, chez Miss Wooler, où elle nouera deux amitiés durables, avec Ellen Nussey et Mary Taylor.
En 1833, elle écrit une nouvelle, The Green Dwarf, sous le nom de Wellesley. Vers 1833, ses histoires sont passées de récits surnaturels à des histoires plus réalistes.
Entre 1835 à 1838, elle retourne à Roe Head en tant qu'institutrice où elle était hantée par le besoin d'écrire et malheureuse ; Brontë exprime son chagrin dans la poésie, en écrivant une série de poèmes mélancoliques sur sa misérable vie d'enseignante.
En décembre 1836, elle écrit une lettre au poète Robert Southey qui lui déconseille l'écriture étant donné qu'elle est une femme.
À partir de 1839, elle devient gouvernante dans le Yorkshire, une carrière qu'elle a poursuivie jusqu'en 1841.

### Séjour à Bruxelles

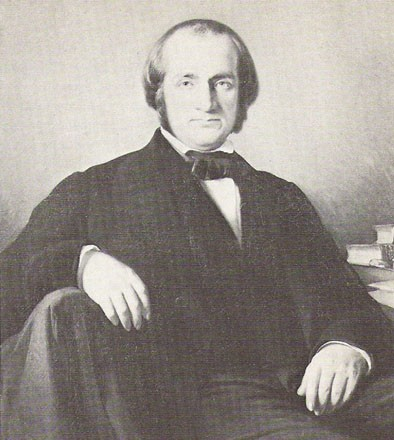
Portrait de Constantin Héger (vers 1865), l'amour secret de Charlotte Brontë lors de son séjour à Bruxelles en 1842 et 1843.

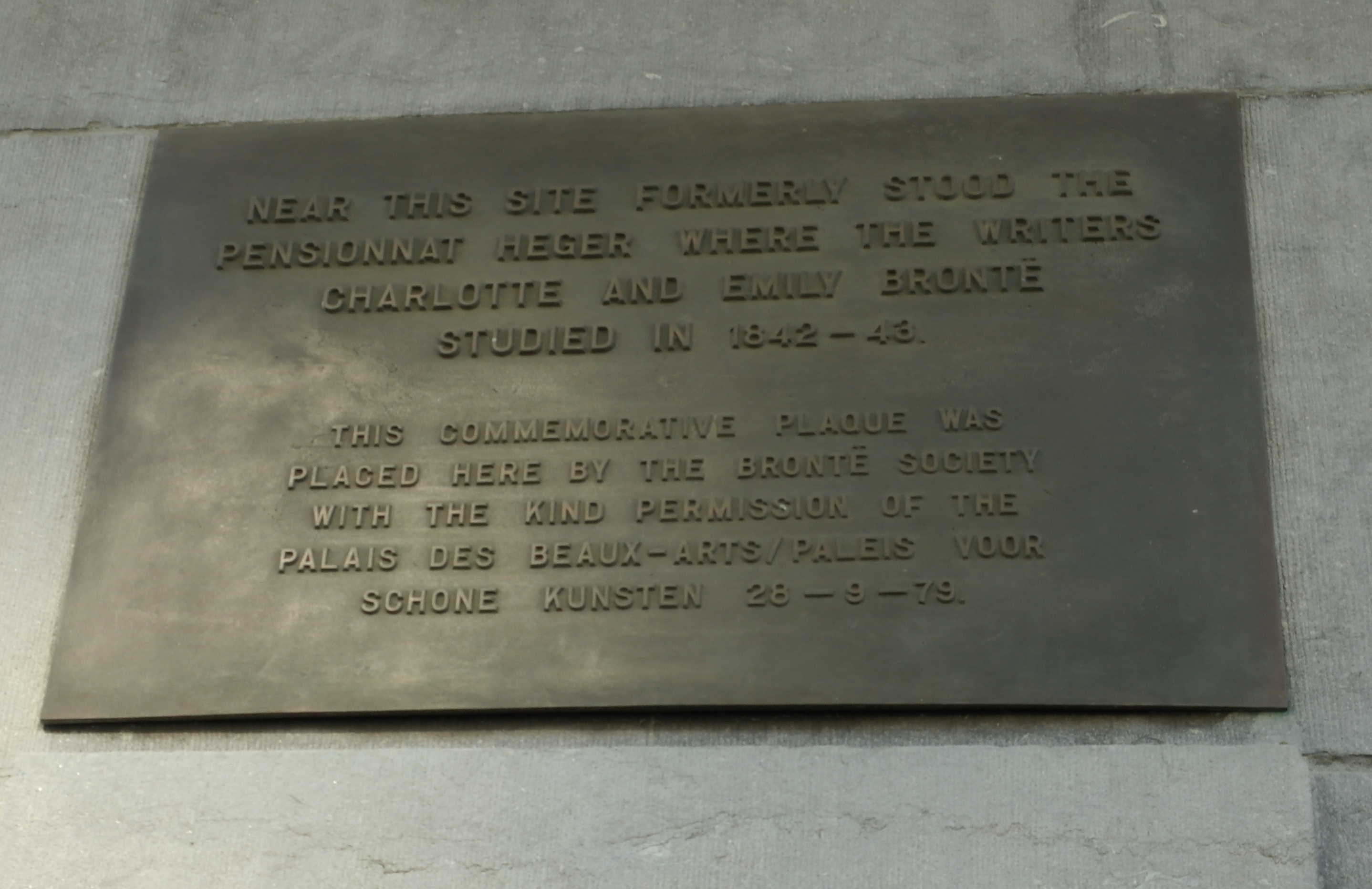
Plaque à Bruxelles

Avec en tête l'idée de créer son propre pensionnat de jeunes filles, elle décide de partir à l'étranger pour parfaire ses connaissances linguistiques. En 1842, elle se rend à Bruxelles, en compagnie de sa sœur Emily, au Pensionnat Héger dans le quartier Royal, dirigé par Mme Héger. Elle commence à subir l'ascendant du mari de celle-ci, Constantin Héger, érudit et pédagogue remarquable, qui n'a que sept ans de plus qu'elle. La mort de leur tante contraint les deux sœurs à rentrer à Haworth, où Emily décide de se fixer définitivement. Charlotte retourne chez les Héger, qui lui ont proposé un poste d'enseignante d'anglais dans leur établissement. De plus en plus obsédée par M. Héger, elle connaît une crise psychologique grave, et décide de retourner au Royaume-Uni. De Haworth, elle écrira des lettres passionnées à son « maître », qui, après un ou deux échanges, décide de cesser la correspondance. Il faudra à Charlotte de longs mois pour s'en remettre.

### Premières publications

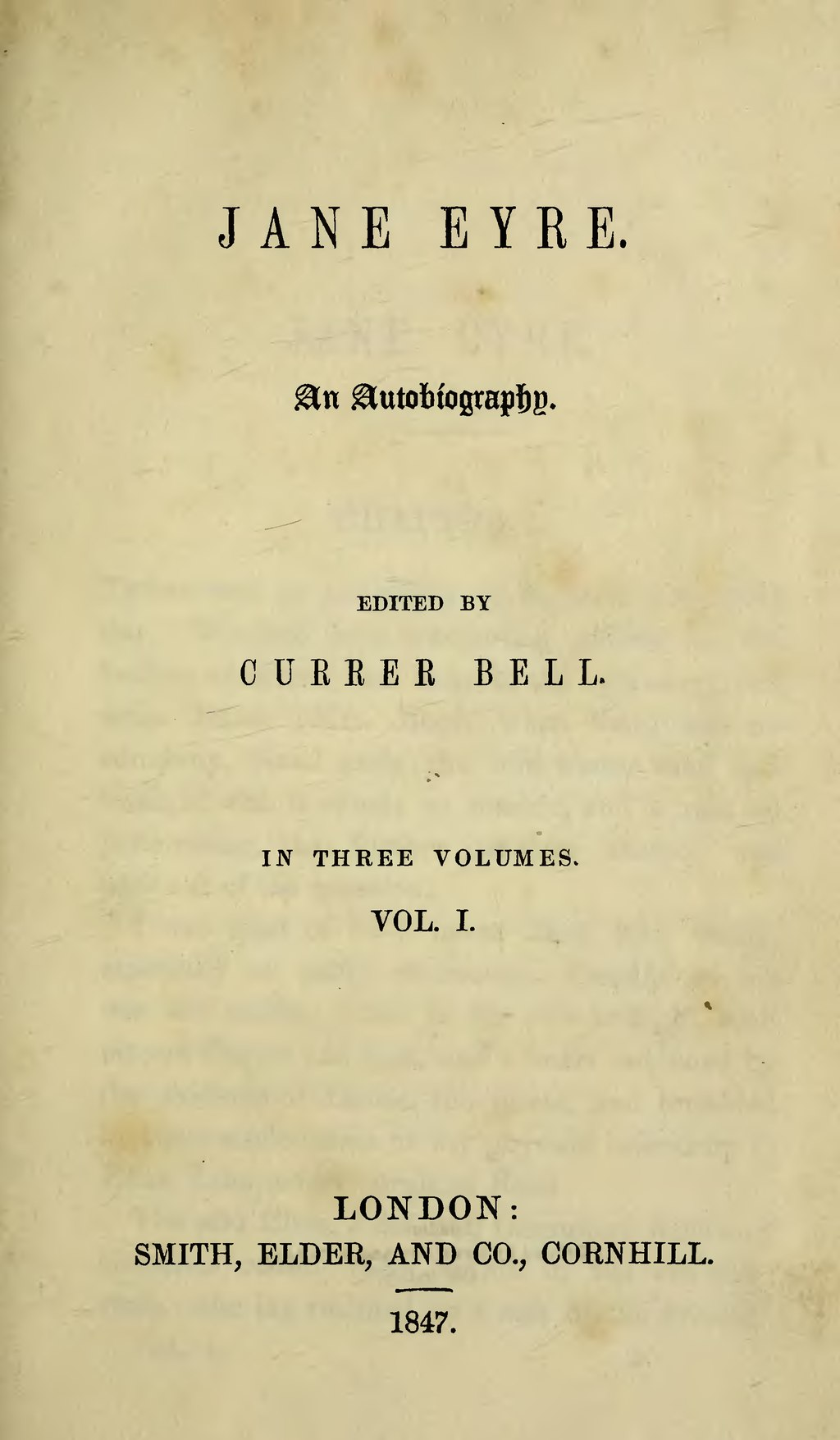
Page de titre de Jane Eyre, « edited by Currer Bell ».

Un jour, en 1845, Charlotte découvre par hasard des textes d'Emily. Éblouie par leur qualité, elle propose à ses sœurs de publier un volume collectif qui paraîtra sous le titre Poems by Currer, Ellis and Acton Bell (1846). Les trois sœurs se mettent alors à des romans. Ceux d'Anne et Emily, Agnes Grey et Les Hauts de Hurlevent (Wuthering Heights), sont acceptés par un éditeur, mais non le récit de Charlotte, The Professor. En revanche, son deuxième roman, Jane Eyre, publié en 1847 sous le pseudonyme de Currer Bell, fait sensation. Héritier de la tradition du roman gothique, ce récit à la première personne scandalise certains par l'affirmation de soi et la détermination de l'héroïne - on est en pleine époque victorienne -  mais son style somptueux, à la fois passionné et parfaitement maîtrisé, en fera un immense best-seller. Elle entame alors un troisième roman, Shirley.
Entre-temps, son frère Branwell est devenu alcoolique et opiomane, addictions qu'une déception amoureuse ne fait qu'aggraver, et meurt de tuberculose en septembre 1848. Emily décède quelques semaines plus tard, en décembre de la même année, après avoir pris froid et refusé de se soigner. Moins rétive aux soins, Anne ne tardera pourtant pas à mourir de la même maladie en mai 1849.
Commence alors une période de calvaire pour Charlotte. Elle termine tant bien que mal Shirley tout en luttant contre une dépression atroce. Ses horizons s'élargissent néanmoins à présent qu'elle n'est plus tenue de respecter l'anonymat qu'elle avait juré à Emily. Soutenue par son éditeur George Smith, elle fait la connaissance du Tout-Londres littéraire et noue de solides amitiés avec ses pairs, notamment sa future biographe Elizabeth Gaskell.
Shirley a souffert des conditions dans lesquelles il a été écrit. Les deux héroïnes se transforment en portraits idéalisés des sœurs de Charlotte, et le récit ne cesse de vaciller entre le réalisme social et un romantisme aussi échevelé mais beaucoup moins convaincant que celui de Jane Eyre. Charlotte retrouve une veine plus conforme à son talent avec Villette, publié en 1853, fondé sur ses expériences bruxelloises et considéré par certains comme son chef-d'œuvre.

### Mariage, puis mort
C'est vers cette époque que le vicaire (son gouverneur) de son père, Arthur Bell Nicholls, se déclare et la demande en mariage. M. Brontë s'y oppose violemment. Nicholls persiste et obtient, au bout de longs mois d'épreuves, de vexations et d'exil, gain de cause ; Charlotte et lui se marient en 1854 et connaissent un grand bonheur conjugal. De cette époque, il reste des brouillons qui témoignent  que Charlotte cherchait un autre sujet de roman.
Le 31 mars 1855, soit trois semaines avant son 39e anniversaire, Charlotte Brontë tombe malade et meurt à l'âge de 38 ans. Après être tombée enceinte des suites de son mariage, des complications surviennent. La santé de Charlotte Brontë décline : elle est atteinte de sensations de nausées et d'évanouissements. D'après des biographes comme Claire Harman, ces symptômes seraient liés à une déshydratation et une malnutrition, et les vomissements auraient pu être causés par des nausées matinales sévères ou une hyperemesis gravidarum.

## Sources d'inspiration

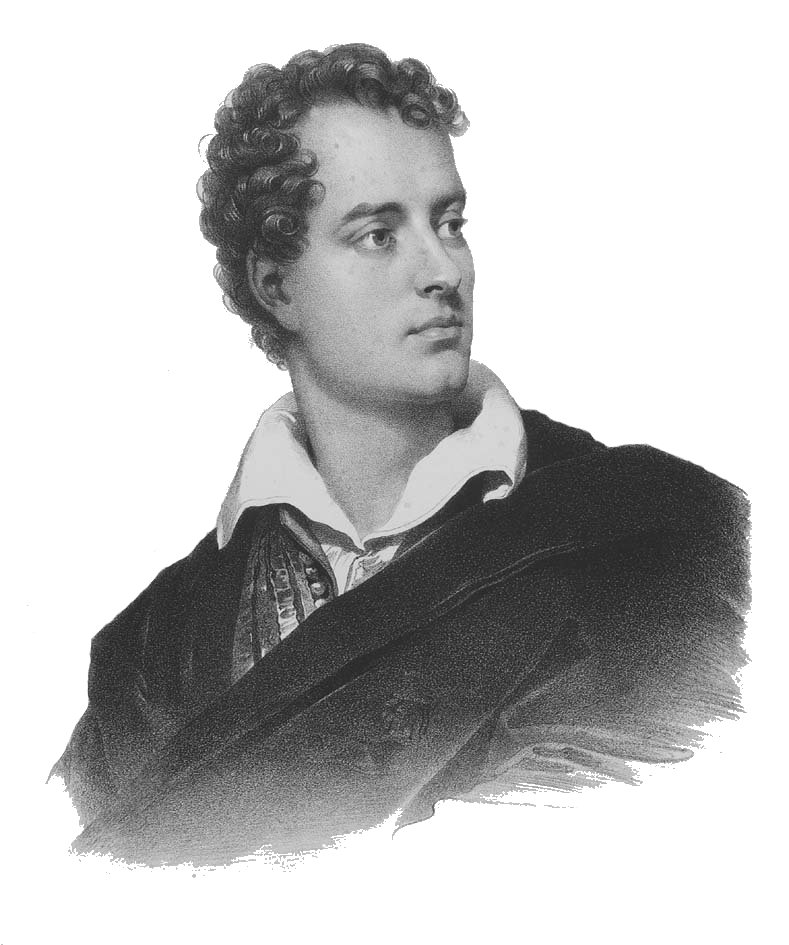
Lord Byron, une source d'inspiration pour Charlotte, Emily et Branwell Brontë.

Dès l'enfance, Charlotte, comme Emily et probablement plus fortement Branwell, est influencée par certaines sources d'inspiration : le Blackwood's Magazine, que leur lit régulièrement leur père, revêt une importance toute particulière, en alimentant non seulement leur connaissance des événements du monde, mais aussi leur imagination : ainsi, la carte de l'Afrique qui y est publiée en juillet 1831 ne  les laisse pas indifférents, car elle matérialise, en quelque sorte, leur monde de Glass Town, qu'ils ont situé en Afrique de l'ouest.
Ce même Blackwood's Magazine leur fait goûter cet aliment précieux que sont les contes gothiques, devenus si populaires mais déjà sur le déclin. Toujours est-il que ces contes inspirent à Emily ses premiers poèmes de Gondal.
C'est toujours dans le Blackwood's Magazine que Charlotte, son frère et ses sœurs découvrent la personne de Byron, en août 1825, avec une revue des « Derniers Jours de Lord Byron » (Last Days of Lord Byron), mort l'année précédente. Dès ce moment, le nom de Byron « devint synonyme de toutes les interdictions et de toutes les audaces », comme s'il suscitait par essence la levée des inhibitions.

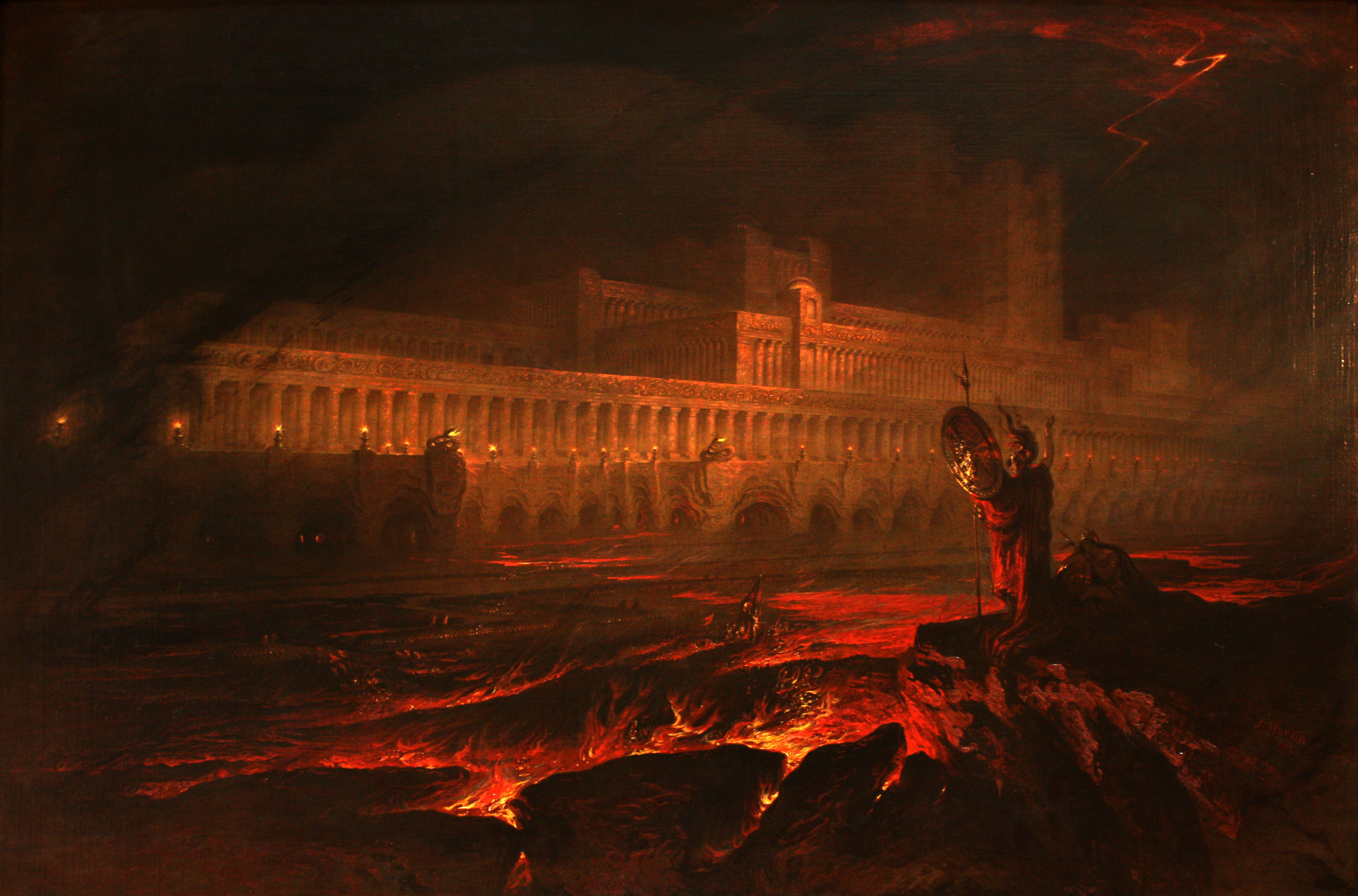
L'architecture fantastique de John Martin : Pandemonium, inspiré de Paradise Lost, de John Milton (musée du Louvre).

Dans le domaine artistique, le peintre John Martin exerce également une impression forte sur l'imagination des enfants Brontë. En effet, trois gravures d'œuvres de John Martin, datant toutes des années 1820, ornent les murs du presbytère de Haworth : une manière noire, Le Festin de Balthazar (Belshazzar's Feast), Le Déluge, et Josué commandant au soleil de s'arrêter.
Charlotte Brontë comme Branwell réalisent d'ailleurs des copies des œuvres de John Martin.
Enfin, Charlotte Brontë était une fervente admiratrice de Walter Scott, dont elle a dit en 1834 : « Pour ce qui est de la fiction, lisez Walter Scott et lui seul ; tous les romans après les siens sont sans valeur ».

## Religion
Née d'un père anglican, Charlotte se revendique elle-même comme telle. Plusieurs lettres en témoignent : 
- À son éditeur, elle dit aimer « l'Église d'Angleterre. Je ne vois pas ses pasteurs comme des êtres tout puissants – j'en ai trop vu auparavant pour cela –, mais, malgré ses défauts, je suis sincèrement attachée à la paroisse. »
- À Ellen Nussey, elle écrit ceci : « Si je pouvais vivre avec toi pour toujours, et lire "quotidiennement" la Bible avec toi. Si nos lèvres pouvaient, au même moment, consommer la même gorgée d'absolution – j'espère, je crois en fait le fait que, un jour peut-être je deviendrai plus sage, largement plus sage que mes pensées impures, mon cœur corrompu. »

Dans Jane Eyre, les références religieuses sont assez nombreuses.

## Œuvres

### Première publication:Poems, «by Currer, Ellis and Acton Bell»

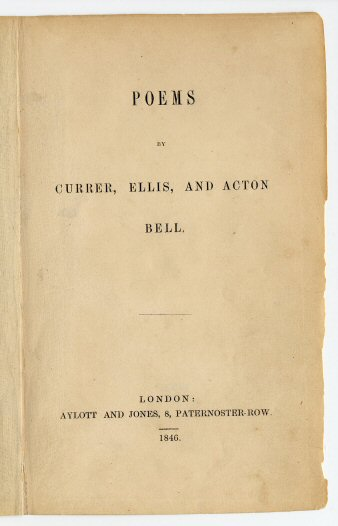
Publication en 1846 des poèmes des sœurs Brontë, sous leurs pseudonymes de Currer (Charlotte), Ellis (Emily) et Acton (Anne) Bell.

À l'automne de 1845, alors qu'elle est seule dans la salle à manger, le regard de Charlotte Brontë se porte sur un carnet resté ouvert dans le tiroir du pupitre portatif d'Emily et « of my sister Emily's handwriting » (« de l'écriture de ma sœur Emily »). En lisant, elle est éblouie par la profondeur et la beauté de poèmes qu'elle ne connaît pas.
Ce dont Charlotte veut désormais convaincre Emily, c'est que ses poèmes méritent d'être rendus publics. Elle envisage une publication conjointe des trois sœurs. Anne se laisse facilement gagner au projet et c'est aussitôt l'émulation. On montre, on compare, on fait quelques modifications. Une fois les manuscrits sélectionnés, vingt-et-un pour Anne et autant pour Emily, dix-neuf pour elle, Charlotte se met en quête d'un éditeur ; elle prend conseil auprès de William et Robert Chambers d'Édimbourg, responsables de l'une de leurs revues préférées, le  Chambers's Edinburgh Journal .
On pense, mais nul document n'est conservé, qu'ils conseillent de s'adresser à Aylott & Jones. Cette petite maison d'édition du 8, Paternoster Row, Londres, fait savoir son acceptation mais à compte d'auteur, tant le risque commercial lui semble grand. L'ouvrage paraît donc en 1846 sous des pseudonymes masculins, Currer (pour Charlotte), Ellis(pour Emily) et Acton (pour Anne) Bell. Ce sont des prénoms fort peu courants, mais les initiales de chacune des sœurs sont respectées et le patronyme a peut-être été inspiré par celui du vicaire de la paroisse, Arthur Bell Nicholls.

### Romans
Charlotte a écrit quatre romans :
- Jane Eyre : An Autobiography (Jane Eyre : une autobiographie) (1847). Jane Eyre est un roman complexe qui traite d'une histoire d'amour tourmentée, mais expose aussi des mythes profonds de l'humanité qu'on trouve dans John Bunyan (le pèlerin qui avance, chute et retrouve la lumière), John Milton (le paradis perdu puis retrouvé) et la Bible (voir chapitre consacré aux influences reçues). Par exemple, le roman possède une structure  fondée sur l'exil et le retour[14], mythe princeps du Christianisme (la vie, la mort, la résurrection). D'un strict point de vue psychologique et sociologique, Jane Eyre présente une héroïne qui, après avoir été dominée par un quatuor masculin, John Reed, Mr Brocklehurst, Mr Rochester et enfin St John Rivers, décide de prendre son destin en main et de n'obéir qu'à ses propres choix. En cela, elle présente un type de femme non conforme au modèle victorien. Comme l'écrit Ian Emberson, « Those who consider Jane Eyre as primarily a feminist novel have much to support them » (« Ceux qui considèrent « Jane Eyre » comme un roman essentiellement féministe disposent de beaucoup d'éléments en faveur de leur thèse »)[15].
- Shirley (1849). est, à certains titres, un roman dit « condition of England », de la veine de ceux de Mrs Gaskell. Emily aurait servi de modèle à l'héroïne, Shirley Keeldar. Charlotte Brontë a écrit à Mrs Gaskell que Shirley représentait ce qu'Emily serait devenue si elle s'était trouvée dans des conditions de « bonne santé et de prospérité ». En fait, à part la relation que Shirley entretient avec son chien Tartar, son caractère énergique et entier, son courage physique, son surnom de « Captain », le personnage ne dit pas grand-chose sur son présumé modèle si énigmatique[16].. De plus, Ellen Nussey y serait représentée sous les traits de Caroline Helstone. C’est un tableau de mœurs, surtout du monde de la manufacture en crise sociale, mais où les vicaires (curates) anglicans jouent aussi un rôle et sont peints avec ironie et humour.
- Villette (1853) trouve son origine dans l’expérience professionnelle et platoniquement amoureuse de Bruxelles, déjà exploitée dans The Professor (Voir ci-dessous). C'est un roman touchant à la condition féminine, les choix qui s'offrent, les métiers accessibles. À cela s'ajoute la description de conflits entre le protestantisme de l'héroïne, Lucy Snowe, et le monde catholique de la Belgique qui l'entoure. L'amour que sent naître et grandir Lucy pour un professeur catholique, M. Paul Emanuel, laisse espérer une issue heureuse. Le livre, cependant, s'achève sur une crise portant en elle l'incertitude, puisqu'il est laissé au lecteur le soin de décider si M. Paul Emanuel, parti pour les Antilles, revient épouser l'héroïne ou se noie lors du naufrage de son bateau.
- The Professor (Le Professeur) (1857), publié par Smith, Elder and Co à titre posthume, à l'initiative et avec une courte postface du Révérend Arthur Bell Nicholls, est le premier roman de Charlotte, qu'aucun éditeur n'avait accepté en 1847.

### Fragments incomplets
Il s'agit d'ébauches incomplètes et non révisées, qui, à l'exception d'Emma (voir-ci-dessous), ont été publiées très récemment.
- Ashford, écrit entre 1840 et 1841, où certains personnages d’Angria se trouvent transposés dans le Yorkshire et incorporés à une action réaliste.
- Willie Ellin, entrepris après Shirley et Villette, et auquel Charlotte travaillera assez peu, de mai à fin juin 1853, histoire en trois parties restées mal liées et dont l'action est, à ce stade, très obscure.
- The Moores (Les Moore), ébauche de deux courts chapitres avec pour personnages deux frères, Robert Moore, dominateur, et John Henry Moore, intellectuel maniaque.
- Emma, déjà publié, lui, en 1860 avec une introduction de William Makepeace Thackeray dans laquelle il évoque plus l'auteur que le texte, que Charlotte semble avoir commencé après que Mr Nicholls a demandé sa main, et qu'elle a poursuivi tant qu'elle en a eu la force. C'est un fragment brillant qui, sans doute, aurait abouti à un roman d'envergure égale à ceux qui avaient précédé[17].
- The Green Dwarf (Le Nain vert), publiée en 2003. C'est un récit vraisemblablement inspiré par The Black Dwarf (Le Nain noir) de Walter Scott, dont Charlotte aimait les œuvres, avec une trame historique dans laquelle l'imagination et l'énergie créatrices surpassent parfois celles des romans achevés. Lady Emily Charlesworth est amoureuse de Leslie, artiste à la peine. Lord Percy, aristocrate farouche et arrogant, mettra tout en œuvre pour conquérir la belle. La guerre éclate entre Verdopolis (la capitale de la confédération de Glass Town) et le Sénégal. et les amoureux se battent pour Lady Emily. La politique, les subterfuges de l'amour, les paysages gothiques, tout est déjà là. La brièveté de la nouvelle est garante de son mouvement qui ne connaît ni digression ni relâchement[18].

### Un poème de Charlotte
(Poème choisi pour sa relation avec l'actualité de 1849, la mort d'Anne, après celles de Branwell et d'Emily)
| On the Death of Anne Brontë. There's little joy in life for me, And little terror on the grave; I've lived the parting hour to see Of one I would have died to save. Calmly to watch the failing breath, Wishing each sigh might be the last; Longing to see the shade of death O'er those beloved features cast. The cloud, the stillness that must part The darling of my life from me; And then to thank God from my heart, To thank Him well and fervently; Although I knew that we had lost The hope and glory of our life; And now, benighted, tempest-tossed, Must bear alone the weary strife. | Sur la mort d'Anne Brontë Peu de joie dans ma vie demeure Et peu de terreur sur la tombe ; J'ai vécu l'heure de l'adieu ultime De celle pour qui ma vie j'aurais donnée. À contempler calmement le souffle s'épuiser, Prier que chaque soupir pût être le dernier ; Languir de voir enfin l'ombre de la mort Recouvrir les traits de ce visage aimé, Le voile, la fixité me ravir de force Celle que j'ai tant chérie ; Puis de remercier Dieu de tout cœur, Le remercier de toute ma ferveur ; Bien que sachant que nous avions perdu L'espoir et la lumière de notre vie ; Maintenant que nous secoue la tempête Seule et lasse, nous lutterons dans la nuit. |

## Féminisme
- Les œuvres de Charlotte Brontë peuvent être analysées sous un angle féministe et engagé. En particulier, son roman Jane Eyre s’interprète par le biais d'une dimension féministe. La condition féminine dans la société victorienne était peu avantageuse : les femmes y avaient un statut préétabli. Dans Jane Eyre, le personnage éponyme incarne l'émancipation féminine, en raison de ses choix affirmés et en marge de la société victorienne. Charlotte fait de son héroïne Jane Eyre une figure de la femme moderne bousculant les codes de la société anglaise de l'époque.

- Charlotte Brontë ne s'affirmait pas comme féministe en tant que telle, pourtant ses écrits progressistes ont bel et bien permis de considérer progressivement la femme comme un être humain, au sein de l'époque victorienne.

## Dans la culture populaire

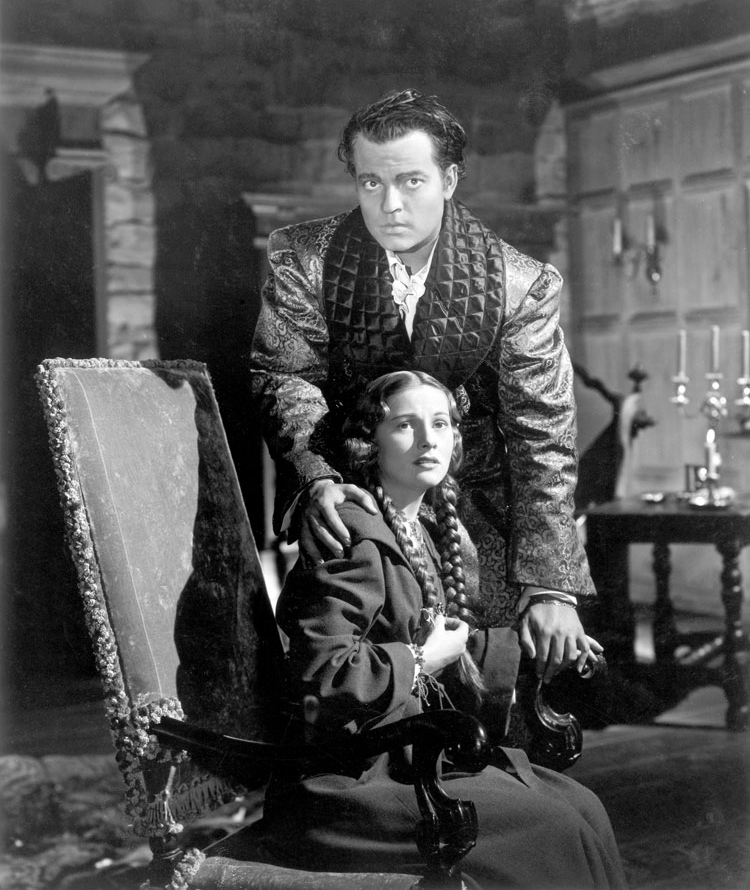
Orson Welles et Joan Fontaine dans le film Jane Eyre (1943).

- Une maison de poupées que Charlotte Brontë a réalisée en 1839 a été mise aux enchères lors d'une vente d'une durée de deux jours par Christie's pour une somme de 5 000 £ à 8 000 £.
- Charlotte Brontë est le nom de l'astéroïde 39427, découvert au Mont Palomar le 25 septembre 1973[20]. Les astéroïdes 39428 et 39429 (découverts tous deux le 29 septembre 1973, au Mont Palomar également) portent respectivement le nom de Emilybrontë et Annebrontë. Ces astéroïdes appartiennent tous trois à la ceinture d'astéroïdes (Main belt).
- Le film La Vie passionnée des sœurs Brontë, de Curtis Bernhardt en 1946. Olivia de Havilland y joue le rôle de Charlotte Brontë.
- Le film Les sœurs Brontë, d'André Téchiné en 1979. Marie-France Pisier y joue le rôle de Charlotte Brontë (Isabelle Adjani est Emily, Isabelle Huppert est Anne).
- Le film To Walk Invisible: The Bronte Sisters ou en français La Vie des sœurs Brontë, relatant la vie de Charlotte Brontë et ses sœurs a été réalisé en 2016 par la cinéaste Sally Wainwright[21].
- Le film Emily, de Frances O'Connor en 2022. Alexandra Dowling y joue le rôle de Charlotte Brontë.

Jane Eyre a inspiré de nombreux cinéastes :
- Robert Stevenson a tourné un Jane Eyre en 1944 avec Joan Fontaine et Orson Welles.
- Franco Zefirelli a réalisé un Jane Eyre en 1996, avec Charlotte Gainsbourg et William Hurt.
- Une nouvelle adaptation cinématographique tiré de Jane Eyre et réalisé par Cary Fukunaga est sortie en 2011, avec Mia Wasikowska et Michael Fassbender.

La télévision aussi a connu plusieurs adaptations, en particulier :
- En 1983 une mini-série en 11 épisodes de 30 min, avec Zelah Clarke et Timothy Dalton.
- En 2006 une mini-série en quatre épisodes d'une heure, avec Ruth Wilson et Toby Stephens.

Enfin, on retrouve des références à Charlotte Brontë dans la littérature :
- Jane Eyre a inspiré l'uchronie L'Affaire Jane Eyre, écrite par Jasper Fforde. C'est une histoire dans laquelle l'héroïne, Thursday Next, pénètre les romans et les protège des modifications induites ou du vol de manuscrit.

- En 2019, la romancière bruxelloise Nathalie Stalmans publie un roman intitulé Si j'avais des ailes dans lequel elle retrace la période que Charlotte Brönte a passé à Bruxelles de 1842 à 1844. Ce dernier a fait l'objet d'une émission diffusée à la RTBF peu après sa sortie[22].